# Byars
Byars és un poble dels Estats Units a l'estat d'Oklahoma. Segons el cens del 2000 tenia 280 habitants.

## Demografia
Segons el cens del 2000, Byars tenia 280 habitants, 105 habitatges, i 74 famílies. La densitat de població era de 70,2 habitants per km².
Dels 105 habitatges en un 35,2% hi vivien nens de menys de 18 anys, en un 52,4% hi vivien parelles casades, en un 12,4% dones solteres, i en un 29,5% no eren unitats familiars. En el 24,8% dels habitatges hi vivien persones soles el 15,2% de les quals corresponia a persones de 65 anys o més que vivien soles. El nombre mitjà de persones vivint en cada habitatge era de 2,67 i el nombre mitjà de persones que vivien en cada família era de 3,16.
Per edats la població es repartia de la següent manera: un 29,3% tenia menys de 18 anys, un 8,2% entre 18 i 24, un 30% entre 25 i 44, un 16,8% de 45 a 60 i un 15,7% 65 anys o més.
L'edat mediana era de 35 anys. Per cada 100 dones de 18 o més anys hi havia 94,1 homes.
La renda mediana per habitatge era de 20.357 $ i la renda mediana per família de 25.417 $. Els homes tenien una renda mediana de 27.188 $ mentre que les dones 20.179 $. La renda per capita de la població era de 18.647 $. Entorn del 21,3% de les famílies i el 23,6% de la població estaven per davall del llindar de pobresa.

## Poblacions més properes
El següent diagrama mostra les poblacions més properes.